# Оджо, Шейи
Олувасейи Бабаджиде «Шейи» Оджо (англ. Oluwaseyi Babajide "Sheyi" Ojo; 19 июня 1997 года, Хемел-Хемпстед, Англия) — английский футболист, полузащитник словенского клуба «Марибор».

## Клубная карьера
Оджо пришёл в академию «Донса» в десятилетнем возрасте. С 13 лет он играл с командой до 18-ти и привлекался к тренировкам основного клуба. Игроком заинтересовались многие именитые команды. 11 ноября 2011 года игрок перешёл в академию «Ливерпуля», который смог перебить многомиллионное предложение «Челси».
2 февраля 2015 года был отдан в аренду в «Уиган», для получения игровой практики. Спустя пять дней, дебютировал в Чемпионшипе в поединке против «Борнмута», выйдя на поле на 59-й минуте Криса Херда и став лучшим игроком со стороны «лэтикс» во встрече.
3 августа 2015 года подписал новый контракт с «Ливерпулем» и тут же был отдан в аренду в «Вулверхэмптон». За «вулвс» он сыграл 18 матчей и забил два мяча, после чего, в январе 2016 года был возвращён в свою основную команду.
20 марта 2016 года дебютировал в Премьер-лиге в поединке против «Саутгемптона», заменив на 87-й минуте Джо Аллена. 10 апреля, в поединке против «Сток Сити», вышел в стартовом составе и стал автором голевой передачи. Всего в своём дебютном сезоне провёл на поле восемь матчей, активно привлекаясь к основному составу.
16 августа 2017 года Оджо был отдан в аренду клубу «Фулхэм» до конца сезона 2017/2018. За футбольный клуб «Фулхэм» Оджо провел 22 официальные игры, в которых забил 4 мяча и получил 3 желтые карточки. В 2018 году Оджо на правах аренды перешел в футбольный клуб «Реймс».

## Карьера в сборной
Несмотря на то, что Оджо имеет нигерийские корни и мог выбрать выступления за эту сборную, он выбрал англичан. Принимал участие в отборочных турнирах среди юношей, однако в самих соревнованиях участия не принимал. В 2017 году вместе со сборной Англии до 20 лет стал чемпионом на молодёжном чемпионате мира.